# フォルノーヴォ・サン・ジョヴァンニ
フォルノーヴォ・サン・ジョヴァンニ（伊: Fornovo San Giovanni  ( 音声ファイル)）は、イタリア共和国ロンバルディア州ベルガモ県にある、人口約3,400人の基礎自治体（コムーネ）。

## 地理

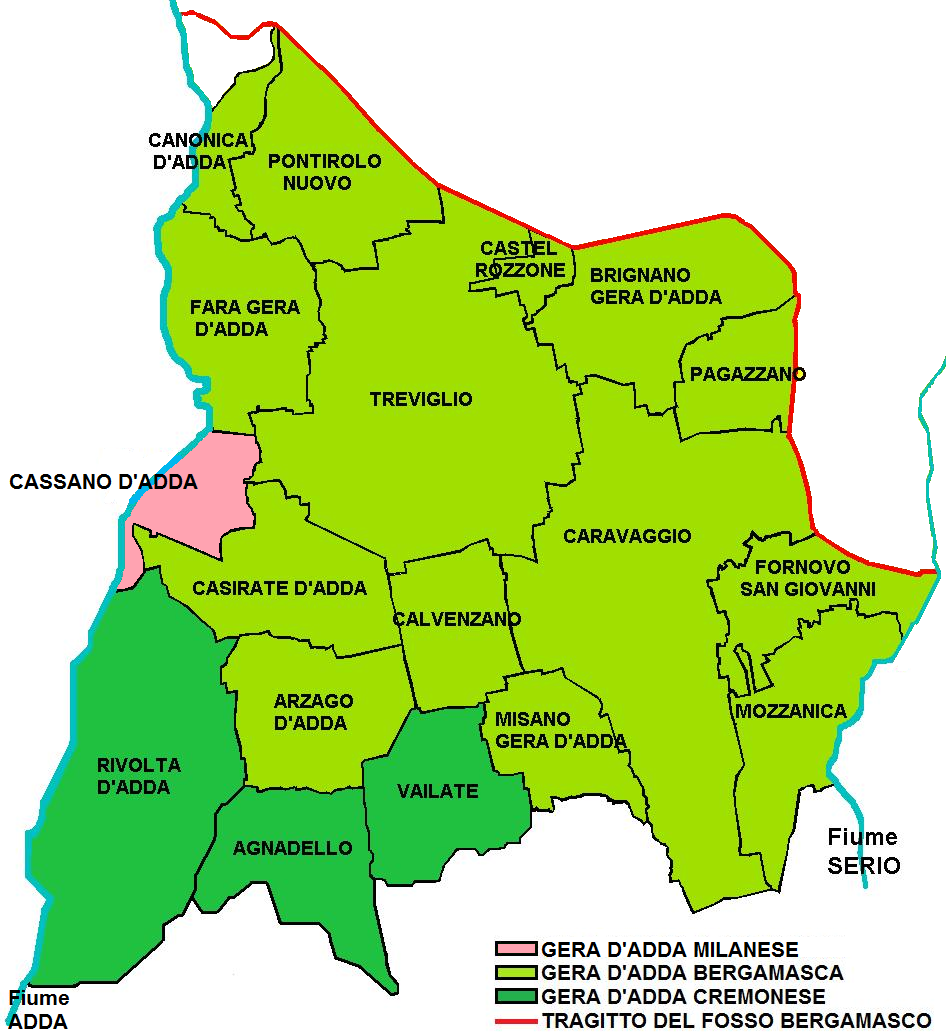
ジェーラ・ダッダ地方は3県にまたがる（黄緑：ベルガモ県、緑：クレモナ県、桃：ミラノ県）。赤線はフォッソ・ベルガマスコで、アッダ川とセーリオ川を結ぶ部分が示されている。

### 位置・広がり
ベルガモ県南部、ジェーラ・ダッダに位置するコムーネ。県都ベルガモから南へ22km、州都ミラノから東へ38kmの距離にある。

#### 隣接コムーネ
隣接するコムーネは以下の通り。
| - バリアーノ - カラヴァッジョ - ファーラ・オリヴァーナ・コン・ソーラ - モッツァーニカ - ロマーノ・ディ・ロンバルディーア |

### 地震分類
イタリアの地震リスク階級 (it) では、3 に分類される
。

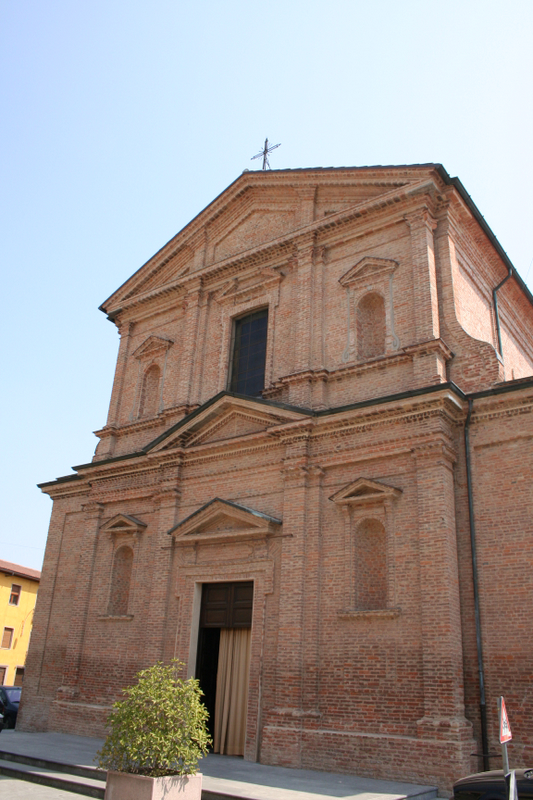
教区教会